# 北角總站

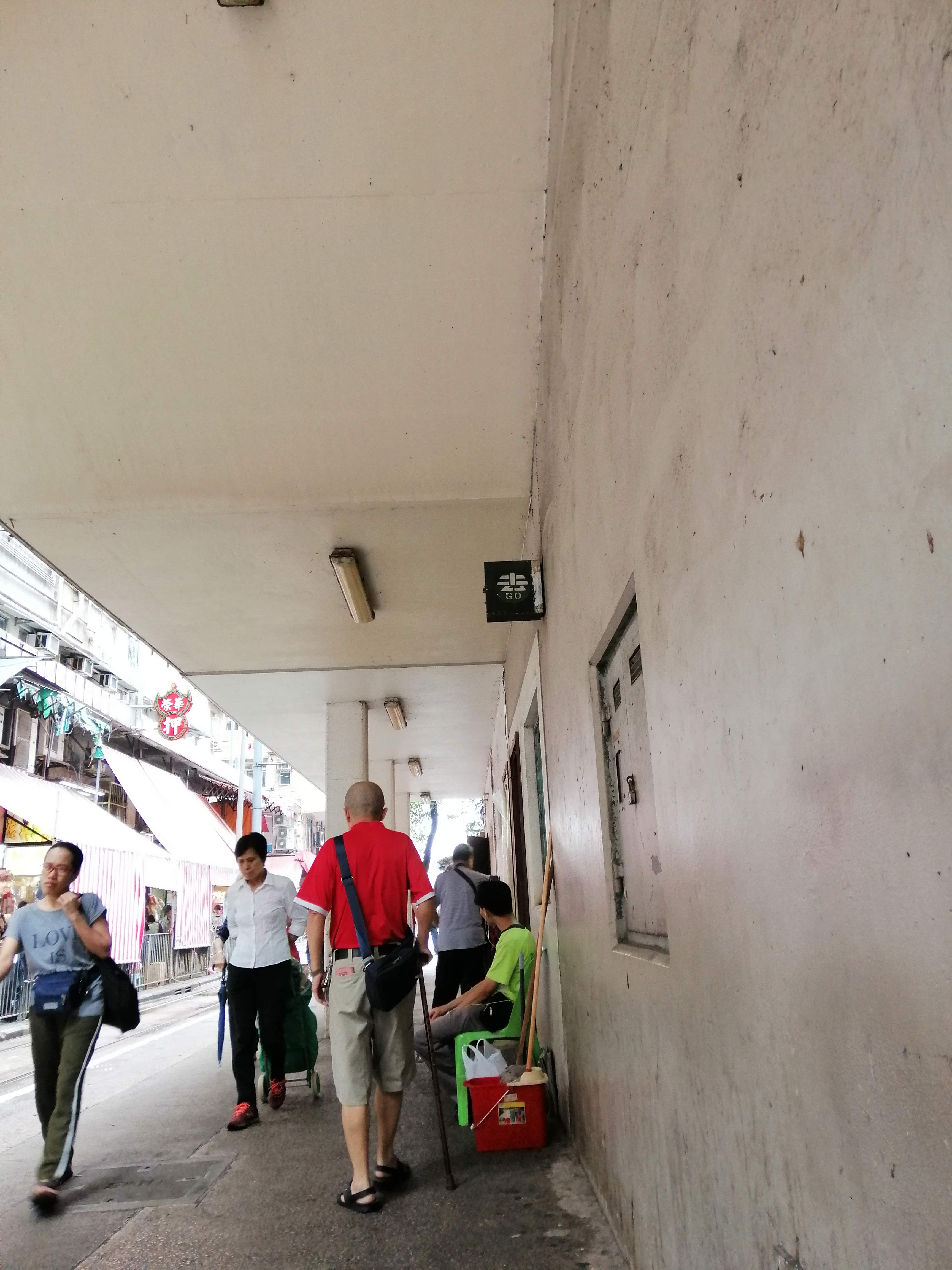
北角總站候車處的「去」電車信號燈

北角總站（英語：North Point Terminus）是一個位於香港香港島東區北角糖水道，屬於香港電車的電車總站。該站為東區兩個電車總站之一，只提供前往石塘咀的電車路線服務。北角總站的編號為3。

## 電車進出站安排

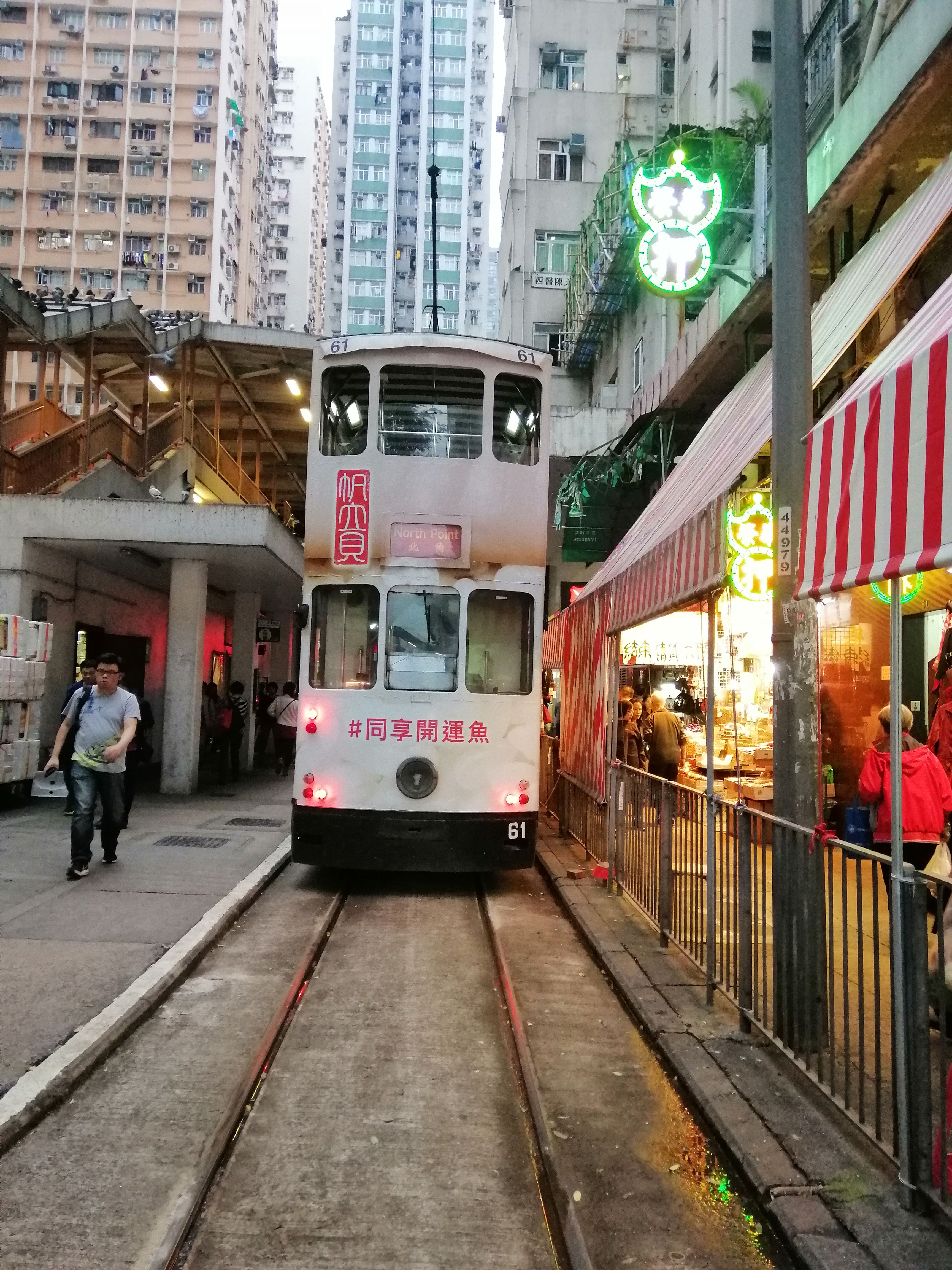
電車停泊北角總站

以北角為總站的電車會在英皇道及北角道之間的路口左轉入北角道，在春秧街站落客後，再通過春秧街（北角的其中一個街市）；最後，右轉入糖水道並到達總站。離開總站後，便返回英皇道前往另一總站。
由於春秧街路面狹窄、左右全是攤檔，電車在通過春秧街時，通常會慢駛及沿途響鈴（即叮叮聲），以防相撞意外發生。

## 歷史
現時的糖水道電車總站在1953年啟用，取代舊銅鑼灣電車總站。所有原以銅鑼灣為總站的電車改用本總站，另開設一條來往本總站及石塘咀的新路線，即現時的北角至石塘咀路線.
在東區走廊興建前，糖水道的北行及南行行車線分別位於總站西面及東面（電車在總站時正常車頭朝南面），後來為建造連接東區走廊的行車天橋及橫越英皇道的行人天橋，便將電車軌及總站西移至貼近行人路。
現時的北角電車總站已改成貼近樓宇的電車專用窄巷 。 

## 未來發展
香港電車公司被法國威立雅集團收購後，計劃一系列服務改善計劃。2010年初，曾擬定在本總站及銅鑼灣總站附近改建軌道以供西行電車調頭往東行，估計是在北角道入口及糖水道出口加設各一條彎軌以成類似波斯富街路口及天樂里路口的軌道三角交匯處，使本總站的軌道配置與港鐵輕鐵的天逸站類似，成大型雙向迴圈。現時所有離開北角總站的電車，除倒叮外，必須前往上環或跑馬地方能調頭，但中環和跑馬地交通較為擠塞，會使東行班次不穩定。因此，本總站及附近擬加建免費轉乘站，配合以北角作為西面總站的短途班次，方便長途乘客。